# Ludovico Luigi Carlo Maria di Barbiano e Belgiojoso

Barbiano-Belgiojoso

Ludovico Luigi Carlo Maria di Barbiano e Belgiojoso (* 2. Januar 1728 in Belgioioso; † 15. Mai 1801 in Mailand) war ein habsburgischer Verwaltungsbeamter und Diplomat italienischer Nationalität.
In der Literatur existieren zahlreiche leicht unterschiedliche Namensformen, z. B. Louis oder Ludwig Graf von Barbian und Belgiojoso, Don Ludovico Belgiojoso oder Louis Charles Marie Graf Barbiano di Belgiojoso.

## Leben und militärische Karriere
Seine Eltern waren der Graf Antonio Barbiano di Belgiojoso (1693–1773) und der Barbara Luigia Elisabetta, geb. d'Adda, Gräfin von Bronna (1707–1769). Mit sechs Jahren wurde er formal Ritter des Malteserordens. Der Vater verbrachte sein Leben als Botschafter und Geheimrat im kaiserlichen Dienst, wofür er 1769 in den Reichsfürstenstand erhoben wurde.
Seine militärische Karriere begann Barbiano 1757 ohne jegliche militärische Vorbildung als Hauptmann der kaiserlichen Armee. In diesem Dienst stieg er langsam weiter auf, wobei eine längere militärische Dienstzeit nicht nachzuweisen ist, die Beförderungen also eher ehrenden Charakter trugen: 1773 wurde er Generalmajor, 1783 Feldmarschallleutnant, 1787 wurde er in den Ruhestand versetzt. Das Dekret über seine Ernennung in das Brüsseler Amt (s. u.) bezeichnet ihn auch als Inhaber eines Infanterieregiments. 1777 wurde er Inhaber des Infanterieregiment No. 41, aber schon 1778 wurde er Inhaber des Infanterieregiment No. 44, was er bis 1797 blieb.
Seine letzten Lebensjahre verbrachte Barbiano meist in Wien ohne jeglichen Einfluss auf die durch die Französische Revolution ab 1789 gänzlich veränderte politische und militärische Situation. 1797 forderte die Cisalpinische Republik alle ihre Bürger auf in Land zurückzukehren oder ihre Rechte zu verlieren. Daher gab auch Belgiojoso seine Ämter auf und kehrte ins Land zurück.

## Diplomatische, Beamten- und Hofkarriere
1756 wurde Barbiano mit 18 Jahren kaiserlicher Kämmerer in Wien, 1764 bis 1770 hielt sich Barbiano als Bevollmächtigter Minister vorwiegend in Stockholm auf, von dort wurde er nach London versetzt. 1777 begleitete er Kaiser Joseph II. auf einer Reise nach Frankreich mit Stationen in Paris,  Brest (Finistère), Bordeaux, Bayonne, Toulon und Lyon, von wo er nach London zurückkehrte.
Im Juni 1783 wurde Barbiano oberster Verwaltungsbeamter der Österreichischen Niederlande in Brüssel unter der formellen Statthalterschaft der Schwester Josephs, Maria Christinas und ihres Ehemannes Albert Kasimir von Sachsen-Teschen. Er erschien dem Kaiser wesentlich geeigneter zu Umsetzung seiner Reformideen als der Amtsvorgänger Georg Adam von Starhemberg. Der Widerstand gegen die Reformen Josephs war in allen habsburgischen Gebieten sehr stark, aber nirgendwo stärker als in den weit von Wien entfernten, seit jeher auf regionale und ständische Privilegien bedachten südlichen Niederlanden. Die Versuche Barbianos, kaiserliche Edikte zur Einführung der Zivilehe (1784), zur Begrenzung der Prozessionen und Wallfahrten sowie zur Aufhebung einiger geistlicher Gemeinschaften (1786) durchzusetzen, erzeugten ebenso wie die Maßnahmen zur Straffung und Zentralisierung der Verwaltung (1787) eine große Unruhe und allgemeine Unzufriedenheit im Land, die im Januar 1787 zu ersten öffentlichen Verweigerungshandlungen der bisher zuständigen Stellen führten: Der Rat von Brabant weigerte sich, die neuen Edikte zu veröffentlichen, im März folgte die Verweigerung anstehender Zahlungen. Barbiano, als vermeintlicher Urheber dieser Edikte äußerst unpopulär, wurde daraufhin zur Berichterstattung nach Wien gerufen, von wo er nicht zurückkehrte. Barbiano war also gescheitert.

## Veröffentlichungen
- Curiosità storiche e diplomatiche del secolo decimottavo; corrispondenze segrete di grandi personaggi (hg. von Felice Calvi, Mailand: Antonio Vallardi, 1878)
- Dictionnaire De La Noblesse S. 281